# Cornelis Johannes van Riemsdijk (1868-1954)
Cornelis Johannes van Riemsdijk (Gramsbergen, 8 mei 1868 - aldaar, 11 februari 1954) was burgemeester van de Overijsselse plaats Gramsbergen.

## Leven en werk
Van Riemsdijk werd in 1868 in Gramsbergen geboren als zoon van burgemeester Otto van Riemsdijk en Sophia Johanna Hoogklimmer. Hij werd vernoemd naar zijn grootvader Cornelis Johannes van Riemsdijk, die van 1860-1874 burgemeester van Stad Hardenberg was. Van Riemsdijk volgde in oktober 1897 zijn vader op als gemeentesecretaris van Gramsbergen. Hij bleef secretaris van Gramsbergen tot 1927 en was burgemeester aldaar van 17 november 1898 tot 1 juli 1939. Hij werd opgevolgd door S. W. A. baron van Voërst van Lynden.
Van Riemsdijk trouwde op 31 mei 1898 met Roelina Elizabeth Oldenbanning. Hij  overleed in Gramsbergen op 11 februari 1954.